# آنا (تگزاس)
آنا (به انگلیسی: Anna) شهری در شهرستان کالین ایالت تگزاس از ایالات جنوبی ایالات متحده آمریکا است. در سرشماری سال ۲۰۰۰، جمعیت این شهر ۱،۲۲۵ نفر اعلام شد.